# Innozenz II.

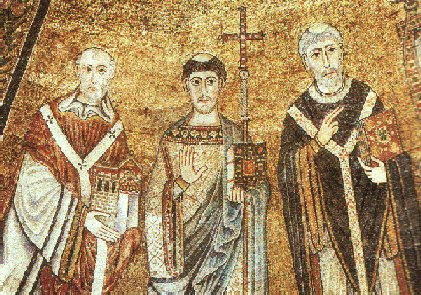
Papst Innozenz II. (linke Person) auf einem zeitgenössischen Mosaik in der römischen Kirche Santa Maria in Trastevere

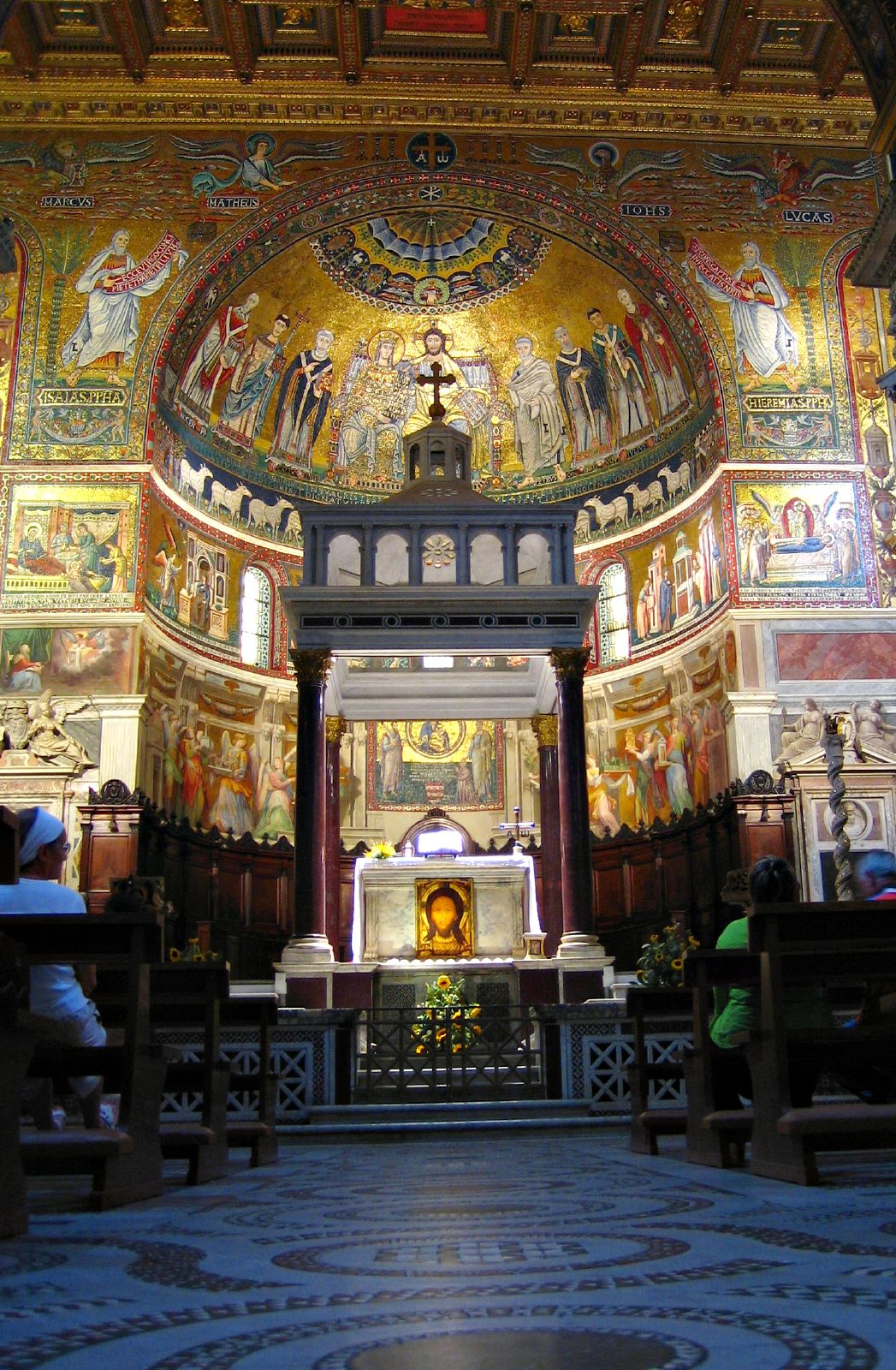
Apsis von Santa Maria in Trastevere; Papst Innozenz II. ist die erste Figur von links (mit rotem Gewand), in der Apsiswölbung

Innozenz II. (vorher Gregorio Papareschi di Guidoni; * vor 1088 in Rom; † 24. September 1143 in Rom) war Papst von 1130 bis 1143.

## Leben
Gregorio Papareschi war möglicherweise Abt des Benediktinerklosters Santi Nicola e Primitivo. Die älteste gesicherte Quelle über ihn ist seine Erhebung zum Kardinaldiakon durch Urban II. im Jahr 1088 (Titelkirche unbekannt), und im Jahr 1116 entscheidet er sich für Kardinaldiakon von Sant’Angelo in Pescheria. Unter den Päpsten Gelasius II. und Calixt II. war er in diplomatischen Missionen tätig. 1122 war er einer der drei Legaten, die das Wormser Konkordat aushandelten, mit dem der Investiturstreit beigelegt wurde.

## Pontifikat
Nach dem Tod von Papst Honorius II. am 14. Februar 1130 wählte eine Minderheit der Kardinäle, angeführt vom Kardinal Haimerich, noch am Todestag Honorius’ Gregorius zum Papst. Er nahm den Papstnamen Innozenz II. an. Die Mehrheit der Kardinäle wählte jedoch am selben Tag den Gegenpapst Anaklet II., womit ein acht Jahre währendes Schisma begann.
Bernhard von Clairvaux setzte sich nachhaltig zugunsten von Papst Innozenz ein. Dieser wurde deshalb auch von Frankreich und England unterstützt; Anaklet jedoch von den sizilianischen Normannen, womit er innerhalb Italiens die stärkere Machtposition gewann.
Der deutsche König Lothar III. war in der Papstfrage unentschieden. Auf Drängen des Magdeburger Erzbischofs Norbert wandte er sich dann aber Innozenz zu und zog nach Italien. Am 4. Juni 1133 wurde er zwar in Rom von Innozenz zum Kaiser gekrönt, die Feierlichkeiten fanden jedoch in der Lateranbasilika statt, da St. Peter von Anaklet II. besetzt war.
1134 hob er das Erzbistum Lund auf Betreiben Kaiser Lothars III. auf und unterstellte die skandinavischen Kirchen wieder dem Erzbistum Hamburg-Bremen.
Nach der Rückkehr Lothars nach Deutschland wurde Innozenz durch Anaklets Truppen nach Pisa vertrieben, wo er bis zum Tod Anaklets am 25. Januar 1138 bleiben musste. Zu Anaklets Nachfolger wurde Viktor IV. gewählt, der sich jedoch wenig später Innozenz unterwarf.
Am 29. März 1139 bestätigte Papst Innozenz in der Bulle „Omne datum optimum“ die Gründung des Templerordens. Im selben Jahr fand auch das Zweite Laterankonzil statt, das Anaklet und seine Anhänger (darunter den Normannenkönig Roger II.) verurteilte. Ein Ergebnis des Zweiten Laterankonzils war ein Kirchengesetz, das den Zölibat verpflichtend für alle christlichen Ämter machte. Wenig später zog Innozenz an der Spitze eines Heeres gegen Roger, wurde jedoch gefangen genommen und musste Rogers Forderungen anerkennen. Danach konnte Innozenz jedoch nach Rom zurückkehren, wo ihm in den letzten Jahren seines Pontifikats eine kulturelle Wiederbelebung der Stadt gelang. Er starb am 24. September 1143.
Begraben wurde der Papst zunächst in der Lateranbasilika; sieben Jahre später jedoch umgebettet in die von ihm in ihrer heutigen Form errichtete Kirche Santa Maria in Trastevere zu Rom.